# Parathion
Parathion CAS-nummer: 56-38-2, er det engelske udtryk for handelsnavnet Bladan M.
Tidligere blev parathion anvendt som insektsbekæmpelsesmiddel.
Stoffet blev udviklet af Bayer i 1948, men kan ikke købes mere, da det ikke længere er godkendt.
I 60'erne, 70'erne og 80'erne blev Bladan betragtet som et vidundermiddel til planteproduktion og det blev flittigt anvendt på danske gartnerier. Mange gartnere blev desværre alvorligt syge som følge af hyppig ubeskyttet brug.
Stoffet er fareklassificeret:
Acute Tox. 2; H300
Acute Tox. 3; H311
Acute Tox. 2; H330
STOT RE 1; H372
Aquatic Acute 1; H400 (M=100)
Aquatic Chronic 1; H410
Signalord: Fare
Piktogrammer: GHS06, GHS08, GHS09